# Gertie Sitte
Gertie Sitte (* in Wien (?); † nach 1955) war eine österreichische Tänzerin, Kabarettistin, Schauspielerin und Ballettmeisterin.

## Leben
Gertie Sitte erhielt ihre Ausbildung an der Wiener Kunstakademie und war anschließend Schülerin der bekannten österreichischen Tänzerin Ellinor Tordis. Im Dezember 1928 trat sie bei einem Ellinor-Tordis-Tanzabend im Großen Saal der Wiener Urania auf. Im November 1929 gehörte als Ensemblemitglied der Tanzgruppe Ellinor Tordis zu den Mitwirkenden beim „Brigitten-Nachmittag“ im Großen Wiener Rathaussaal.
Ab Anfang der 1930er Jahre wirkte sie an verschiedenen Wiener Kleinkunstbühnen. Im April 1932 trat sie mit parodistischen Tänzen bei der Wiener Kleinkunstbühne „Der liebe Augustin“ auf.
Im Mai 1933 wirkte sie, in einer zeitgenössischen Rezension als „filigrane Tanzkünstlerin von Format und starker persönlicher Note“ beschrieben, bei einem Tanzabend der österreichischen Tänzerin Gertie Tenger im Großen Saal der Wiener Urania mit. Von Januar bis September 1934 tanzte sie am Wiener Burgtheater als Gruppentänzerin in der Inszenierung Die Tragödie des Menschen von Imre Madách (Musik: Franz Salmhofer).
1934/35 trat sie gemeinsam mit u. a. Trude Möllnitz, Elisabeth Neumann-Viertel, Traute Witt und Eduard Kautzner in der Wiener Kleinkunstbühne „Die Stachelbeere“ auf. Im Oktober 1935 wirkte sie bei der „Stachelbeere“ in einer Aufführung der Operette Die Insel Tulipatan mit. 1935/36 trat sie bei der Wiener Kleinkunstbühne „Literatur am Naschmarkt“ auf. Anschließend war sie an der „Komödie“ in Wien engagiert. Im April 1936 wirkte sie im Großen Saal der Wiener Urania als Tänzerin in der Erstaufführung des Bühnenspiels Prinz Eugen, der edle Ritter von Otto Marbach mit.
Im Sommer 1936 ging Gertie Sitte mit einem Ensemble der „Literatur am Naschmarkt“ auf Tournee in die Tschechoslowakei und trat mit der Truppe auch in Reichenberg auf. 1937 gastierte sie im Rahmen der Pariser Weltausstellung gemeinsam mit dem Tanz-Ensemble von Ellinor Tordis als Amor in dem Ballett Les petits riens von Jean-Georges Noverre und Wolfgang Amadeus Mozart im Versailler Theater.
Sitte engagierte sich in der Harand-Bewegung und wirkte bei Kulturveranstaltungen der Harand-Jugend mit.
Kurz vor dem „Anschluss Österreichs“ gab Sitte ihr künstlerisches Wirken beim Kabarett auf und emigrierte in die Tschechoslowakei, wo sie fortan an Operettenbühnen tätig war. Von 1938 bis 1941 hatte sie Engagement als Solistin in der Abteilung für „Oper und Operette“ am Stadttheater Troppau. 1941 wurde sie von Franz Stoß an das Stadttheater Teplitz-Schönau engagiert, wo sie bis 1944 zum Ensemble gehörte.
Nach dem Zweiten Weltkrieg war Gertie Sitte-Dafert unter der Intendanz ihres Ehemanns, des Wiener Schauspielers Hans Dafert, am Stadttheater Leoben engagiert, wo sie im April 1947, damals noch als Gast, mit der Titelrolle in der Komödie Scampolo von Dario Niccodemi debütierte. Anschließend übernahm sie dort „mit außerordentlichen Erfolg“ die Titelrolle in dem musikalischen Lustspiel Das Fräulein mit dem Koffer von Franz Paul (Musik: Karl Loube).
Zur Spielzeit 1947/48 wurde Sitte-Dafert als Schauspielerin schwerpunktmäßig für die Sparten „Schauspiel“ und „Musikalisches Lustspiel“ und als Ballettmeisterin fest an das Stadttheater Leoben engagiert. In der Spielzeit 1947/48 sang und spielte sie dort die Titelrolle in der Operette Lisa, benimm dich! von Hans Lang. Im Dezember 1947 übernahm sie kurzfristig für eine erkrankte Kollegin die Titelrolle in dem Märchenstück Der kleine Muck. In der Spielzeit 1947/48 war sie an der Seite von Franz Essel in Juliane Kays Schauspiel Vagabunden und in Johann Nestroys Posse Der Talisman zu sehen. Im März 1948 übernahm sie die Rollen „Hexe“ und „Böser Geist“ in einer Faust-Neuinszenierung. Im April 1948 war sie in dem Singspiel Axel an der Himmelstür zu sehen. Im Mai 1948 folgte die Viola in einer Neuinszenierung der Shakespeare-Komödie Was ihr wollt. In der Spielzeit 1948/49 war sie neben Ewald Balser als „Pützchen“ in Carl Zuckmayers Schauspiel Des Teufels General zu sehen. Im März 1949 spielte sie am Stadttheater Leoben an der Seite von Annie Rosar in der Komödie Das Kuckucksei von Walter Firner. Ab März 1949 übernahm sie in einer Inszenierung der Operette Monika von Nico Dostal die Rolle der Vera. Im April 1949 war Gertie Sitte-Dafert als Privatsekretärin und „Kirchenmaus“ Susi Sachs neben Siegfried Breuer in dem musikalischen Lustspiel Arm wie eine Kirchenmaus von Ludwig Schmidseder zu sehen. Im Juni 1949 spielte sie die böhmische Köchin Theres in dem Volksstück Graf Schorschi. Im Juli 1949 trat sie im Rahmen der Theaterinitiative des Obersteierischen Kulturbundes unter der Regie von Franz Essel bei einer Jedermann-Inszenierung in der Salzburger Festspielfassung bei einer Freilichtaufführung vor der Stadtpfarrkirche St. Xaver in Leoben als „Werke“ auf.
Am Stadttheater Leoben übernahm sie als Ballettmeisterin regelmäßig auch die Einstudierung der Tänze bei Operettenaufführungen. Sittes Vertrag endete im Juli 1949 mit der Auflösung des festen Ensembles des Stadttheaters Leoben.
In der Theatersaison 1949/50 war sie mit ihrem Ehemann Hans Dafert, der sich im Juli 1950 offiziell von seiner Schauspielkarriere verabschiedete, und den beiden Leobener Schauspielkollegen Franz Essel [nach dessen Ausscheiden ersetzt durch die Leobner Schauspielerin Elisabeth Fuchs] und Walter Hauttmann in dem kurzlebigen Kabarettensemble „Die Großen Vier“ aktiv. Im Dezember 1950 wirkte sie als Gast in einer Aufführung des neugegründeten „Hochschulstudios Leoben“ als Estelle Rigault in der Sartre-Inszenierung Bei geschlossenen Türen [sic!] mit. Im Sommer 1952 trat Sitte-Dafert gemeinsam mit Maxi Böhm, Peter Hey und Josef Egger im Vorprogramm zur Kärntner Sommermodenschau in Velden und Villach auf. Im Februar und März 1953 war sie bei Radio Alpenland in dem von ihr geschriebenen „Musikalischen Funklustspiel“ Kleine Diebereien zu hören.
Im von der Genossenschaft Deutscher Bühnen-Angehöriger herausgegebenen „Deutschen Bühnenjahrbuch“ der Saison 1955/56 ist Gertie Sitte unter dem Namen „Gerti Dafert-Sitte“ noch erwähnt, jedoch ohne Engagement, und nur mit dem GDBA-Vermerk „Dem Lokalverband [d.i. Graz] angeschlossen“. Weitere biografische Informationen zu Gertie Sitte konnten bisher nicht ermittelt werden.